# 15093 Lestermackey
15093 Lestermackey eller 1999 TA31 är en asteroid i huvudbältet som upptäcktes den 4 oktober 1999 av LINEAR i Socorro County, New Mexico. Den är uppkallad efter Lester Wayne Mackey.